# قلعه‌کوی (چوپان‌لار)
قلعه‌کوی (به ترکی استانبولی: Kaleköy) یک منطقهٔ مسکونی در ترکیه است که در چوپانلار واقع شده‌است.